# Nanyang Huizhong
Nanyang Huizhong (chiń. 南陽慧忠, pinyin Nányáng Huìzhōng; kor. 남양혜충 Namyang Hyech’ung; jap. Nanyō Echū; wiet. Nam Dương Huệ Trung; ur. 675, zm. 755) – chiński mistrz chan. Był także znany jako Zhong Guoshi (Nauczyciel Narodowy Zhong).

## Życiorys
Pochodził z dawnego Zhuji położonego ok. 40 km na południe od Hangzhou w prowincji Zhejiang. Jego rodowym nazwiskiem było Ran. Nie wypowiedział nawet jednego słowa do szesnastego roku życia. Nie mógł także przejść przez most przed domem jego rodziców. Klasztorne życie rozpoczął jako dziecko. Najpierw został uczniem mistrza Winai. Pewnego dnia do ich domu został zaproszony mistrz chan, który rozpoznał wielkie możliwości chłopca i posłał go do Szóstego Patriarchy chan Huinenga.
Po otrzymaniu przekazu Dharmy udał się na górę Baiya w Nanyang, gdzie w dolinie Dangzi rygorystycznie praktykował medytację i studiował sutry buddyjskie w odosobnieniu przez 40 lat.
Wiadomości o sławnym mnichu dotarły do stolicy i cesarz Suzong zaprosił go do miasta. W 761 r. mistrz wyruszył do stolicy i stał się nauczycielem trzech cesarzy: Suzonga, Xuanzonga i Daizonga. Był pierwszym mistrzem chan, który otrzymał tytuł Guoshi – Narodowego Nauczyciela.
W czasie jego życia powstało kilka szkół chan: szkoła Wschodniej Góry Piątego Patriarchy Hongrena, która podzieliła się na szkołę północną, południową i syczuańską (jingzhou i później baotang). Niedługo potem był świadkiem powstania szkół heze, hongzhou i innych. Nie związał się jednak z żadną z tych szkół, pozostając ponad religijnymi i regionalnymi politykami poszczególnych mistrzów.
Zmarł 19 dnia drugiego miesiąca 775 r. Wyjątkowo, nie tak jak inni mistrzowie chan, którzy z reguły umierali w pozycjach medytacyjnych, Nanyang zmarł jak Budda Śakjamuni leżąc na prawym boku.
Występuje w gong’anach 18, 69, 99 z Biyan lu, 42, 85 z Congrong lu oraz 17 z Bezbramnej bramy.

## Linia przekazu Dharmy zen
Pierwsza liczba oznacza liczbę pokoleń mistrzów od 1 Patriarchy indyjskiego Mahakaśjapy.
Druga liczba oznacza liczbę pokoleń od 28/1 Bodhidharmy, 28 Patriarchy Indii i 1 Patriarchy Chin.
- 28/1. Bodhidharma (zm. ok. 543)
  - 29/2. Dazu Huike (487–593)
    - 30/3. Jianzhi Sengcan (zm. 606)
      - 31/4. Dayi Daoxin (579–651)
        - 32/5. Daman Hongren (601–674)
          - 33/6. Dajian Huineng (638–713)
            - 34/7. Nanyang Huizhong (675–775)
              - 35/8. Danyuan Yingzhen (bd)
              - 35/8. Zhuangyan Yuan (bd)